# آشکارساز صفحه میکروکانالی

برای شناسایی ذرات منفرد (الکترون‌ها، یون‌ها و نوترون‌ها) و فوتون‌ها (اشعه ماوراء بنفش و اشعه ایکس)، از یک صفحه میکروکانال (MCP) استفاده می‌شود. این دستگاه ارتباط زیادی با یک تکثیرگر الکترون دارد، زیرا هر دو با چند برابر کردن الکترون‌ها از طریق گسیل ثانویه ذرات یا فوتون‌های منفرد را تقویت می‌کنند. از آنجایی که یک صفحه آشکارساز میکروکانالی دارای کانال‌های مجزای زیادی است، می‌تواند وضوح فضایی را فراهم کند.

## طراحی ساده
یک صفحه میکروکانال یک صفحه ساخته شده از مادهٔ مقاوم (اغلب شیشه) با ضخامت ۰٫۵ تا ۲ میلی‌متر است که دارای یک آرایه منظم از لوله‌های کوچک (میکروکانال‌ها) است که از یک سطح به سطح دیگر می‌رسند. میکروکانال‌ها معمولاً ۵ تا ۲۰ میکرومتر قطر دارند، موازی با هم هستند و با زاویه کمی نسبت به سطح (۸ تا ۱۳ درجه از نرمال) وارد صفحه می‌شوند. صفحات اغلب دیسک‌های گرد هستند، اما می‌توانند به هر شکلی از اندازه‌های ۱۰ میلی‌متر تا ۲۰۰ میلی‌متر برش داده شوند. آن‌ها همچنین می‌توانند خمیده باشند.

## نحوه کارکرد
در انرژی‌های غیر نسبیتی، ذرات منفرد معمولاً اثرات بسیار کوچکی ایجاد می‌کنند که امکان تشخیص مستقیم آن‌ها را فراهم نمی‌کند. صفحه میکروکانالی به عنوان یک تقویت کننده ذرات عمل می‌کند و یک ذره برخوردی منفرد را به ابر الکترونی تبدیل می‌کند. با اعمال یک میدان الکتریکی قوی در سراسر صفحه میکروکانالی، هر میکروکانال منفرد به یک تکثیرگر الکترون مداوم (continuous dynode) تبدیل می‌شود.
ذره یا فوتونی که از طریق یک دهانه کوچک وارد یکی از کانال‌ها می‌شود، حتماً به دیواره کانال برخورد خواهد کرد، زیرا کانال با صفحه زاویه دارد. این برخورد، یک آبشاری از الکترون‌ها را آغاز می‌کند که از طریق کانال منتشر می‌شوند و سیگنال اولیه را با چندین مرتبه بزرگی، بسته به قدرت میدان الکتریکی و هندسه صفحه میکروکانالی، تقویت می‌کنند. پس از آبشار، میکروکانال قبل از اینکه بتواند سیگنال دیگری را تشخیص دهد، زمان نیاز دارد تا بازیابی (یا شارژ) شود.
الکترون‌ها از کانال‌ها در سمت مقابل صفحه خارج می‌شوند، جایی که روی یک آند جمع‌آوری می‌شوند. برخی از آندها طوری طراحی شده‌اند که امکان جمع‌آوری یون‌ها با تفکیک فضایی را فراهم می‌کنند و تصویری از ذرات یا فوتون‌های برخورد کننده با صفحه را ایجاد می‌کنند.
با وجود اینکه در بسیاری از موارد آند جمع‌آوری به عنوان عنصر آشکارساز عمل می‌کند، خود صفخه میکروکانالی نیز می‌تواند به عنوان آشکارساز استفاده شود. تخلیه و شارژ مجدد صفحه، که توسط آبشار الکترون‌ها ایجاد می‌شود، می‌تواند از ولتاژ بالا اعمال شده به صفحه جدا و اندازه‌گیری شود، تا سیگنالی مطابق با یک ذره یا فوتون منفرد ایجاد کند.
بهره صفحه میکروکانالی بسیار پر سر و صدا است، به این معنی که دو ذره یکسان که به دنبال هم شناسایی می‌شوند، اغلب مقادیر سیگنال‌های بسیار متفاوتی تولید می‌کنند. لرزش زمانی ناشی از تغییرات ارتفاع پیک را می‌توان با استفاده از یک تفکیک کننده کسر ثابت حذف کرد؛ بنابراین، با این کاربرد، صفحه‌های میکروکانالی قادر به اندازه‌گیری زمان‌های ورود ذرات با وضوح بالا هستند، که آن‌ها را به آشکارسازهای ایده‌آلی برای طیف‌سنجی جرمی تبدیل می‌کند.

## شورون صفحه میکروکانال

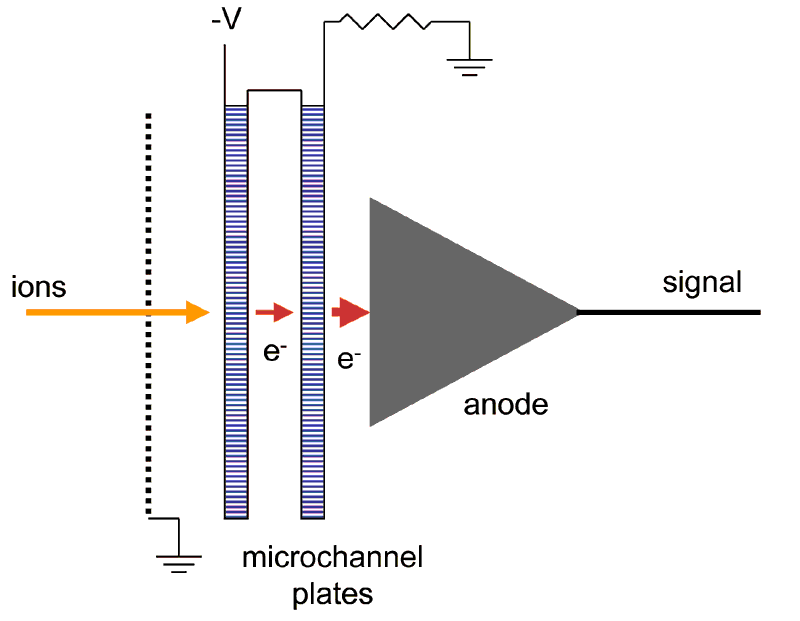
شکل شماتیک آشکارساز صفحه میکروکانالی دوگانه

بیشتر صفحه‌های آشکارساز میکروکانالی مدرن از دو صفحه میکروکانالی با کانال‌های زاویه‌دار، که ۱۸۰ درجه نسبت به هم چرخیده‌اند، تشکیل شده‌اند -شکلی کم‌عمق شورون (شبیه v) ایجاد می‌کنند. در یک صفحه میکروکانالی شورون (شبه مثلثی)، الکترون‌هایی که از صفحه اول خارج می‌شوند، آبشار را در صفحه بعدی شروع می‌کنند. زاویه بین کانال‌ها باعث کاهش بازخورد یون‌ها در دستگاه را کاهش می‌دهد و همچنین در یک ولتاژ معین افزایش قابل توجهی در مقایسه با یک کانال مستقیم MCP (صفحه میکروکانالی) ایجاد می‌کند. دو MCP یا می‌توانند به هم فشرده شوند تا وضوح فضایی حفظ شود، یا شکاف کوچکی بین آن‌ها برای پخش بار در چندین کانال وجود داشته باشد، که این افزایش بهره را بیشتر می‌کند.

## MCP پشت Z
این مجموعه‌ای از سه صفحه میکروکانال با کانال‌هایی است که به شکل Z هم راستا شده‌اند. صفحات میکروکانالی منفرد می‌توانند تا ۱۰۰۰۰ (۴۰ دسی بل) بهره داشته باشند، اما این سیستم می‌تواند ضریب تقویتی بیش از ۱۰ میلیون (۷۰ دسی بل) را داشته باشد.

## آشکارساز

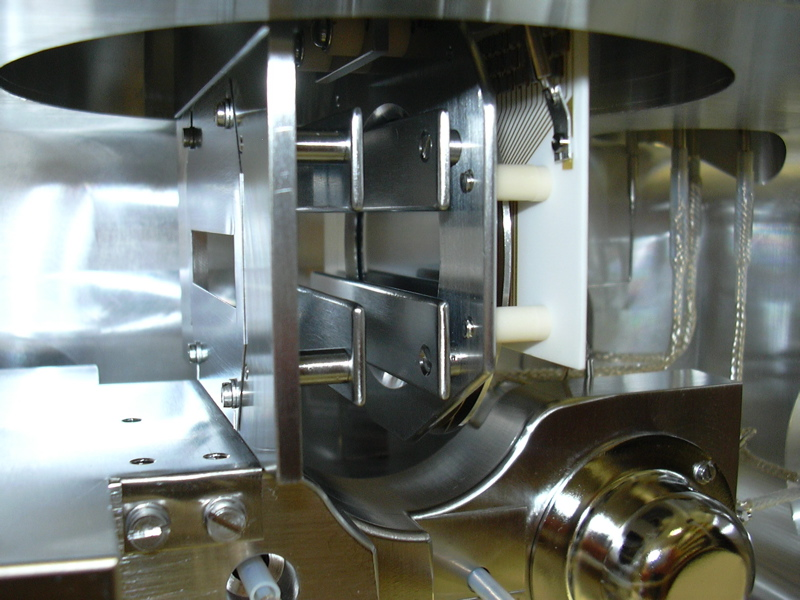
یک صفحه میکروکانالی در یک آشکارساز آرایه اسکن طیف‌سنج جرمی موقعیت و شمارش یون با تفکیک زمان (PATRIC) Finnigan MAT 900

یک تقسیم‌کننده ولتاژ خارجی برای اعمال ۱۰۰ ولت به اپتیک شتاب (برای تشخیص الکترون)، هر صفحه میکروکانال، شکاف بین صفحات میکروکانال، قسمت پشتی آخرین صفحه میکروکانال و کلکتور (آند) استفاده می‌شود. آخرین ولتاژ زمان پرواز الکترون‌ها و به این ترتیب عرض پالس را دیکته می‌کند.
آند یک صفحهٔ ۰٫۴ میلی‌متری با شعاع ۰٫۲ میلی‌متری در لبه است تا از شدت میدان با مقدار بالا جلوگیری شود. این صفحه به اندازه‌ای بزرگ است که ناحیه فعال MCP را پوشش دهد، زیرا قسمت پشتی آخرین صفحه میکروکانال، آند با هم به عنوان یک خازن با فاصله ۲ میلی‌متری - و ظرفیت بزرگ سیگنال را کند می‌کند. بار مثبت در صفحه میکروکانالی بار مثبت در فلزکاری پشت تأثیر می‌گذارد. یک چنبره توخالی این بار را در امتداد لبه صفحه آند هدایت می‌کند. چنبره بهینه‌ترین سازش بین ظرفیت کم و مسیر کوتاه است و به دلایل مشابه، معمولاً هیچ دی الکتریک (مارکور) در این ناحیه قرار نمی‌گیرد. پس از چرخش ۹۰ درجه‌ای چنبره، می‌توان یک راهنمای موج کوآکسیال (کابل کواکسیال) بزرگ را متصل کرد. یک مخروط، برای اینکه بتوان از یک شمارنده SMA استفاده کرد، اجازه می‌دهد تا شعاع را به حداقل برساند. برای صرفه جویی در فضا و کاهش اهمیت امپدانس، مخروط اغلب به یک مخروط کوچک ۴۵ درجه در پشت صفحه آند کاهش می‌یابد.
۵۰۰ ولت معمولی که در حالت عادی مورد استفاده قرار می‌گیرد را نمی‌توان مستقیماً بین پشت آخرین صفحه میکروکانال و آند وارد کرد. هادی داخلی یا خارجی به یک بلوک DC، یعنی یک خازن نیاز دارد. اغلب این خازن به گونه‌ای انتخاب می‌شود که در مقایسه با ظرفیت آند صفحه میکروکانالی، فقط ۱۰ برابر ظرفیت داشته باشد و به عنوان خازن صفحه‌ای اجرا می‌شود. صفحات فلزی گرد و صیقلی الکتریکی و خلاء فوق‌العاده بالا، استحکام میدان بسیار بالا و ظرفیت خازنی بالا را بدون دی الکتریک فراهم می‌کند. بایاس هادی مرکزی از طریق مقاومت‌هایی که از طریق موجبر آویزان هستند اعمال می‌شود (به تی بایاس مراجعه کنید). اگر بلوک DC در هادی بیرونی استفاده شود، به موازات خازن بزرگتر در منبع تغذیه تراز می‌شود. با فرض صفحه گذاری خوب، تنها نویز فعلی، ناشی از تنظیم کننده قدرت خطی است. از آنجایی که جریان در این کاربرد کم است و فضایی برای خازن‌های بزرگ در دسترس است و همچنین به دلیل سرعت بالای خازن بلوک DC، امکان دارد نویز ولتاژ بسیار وجود داشته باشد، به طوری که حتی سیگنال‌های ضعیف صفحه میکروکانالی را می‌توان تشخیص داد. گاهی پیش تقویت کننده روی یک پتانسیل (در بالای سطح زمین) قرار دارد و قدرت خود را از طریق یک ترانسفورماتور ایزوله کم مصرف دریافت می‌کند و سیگنال خود را به صورت نوری، خارج می‌کند.

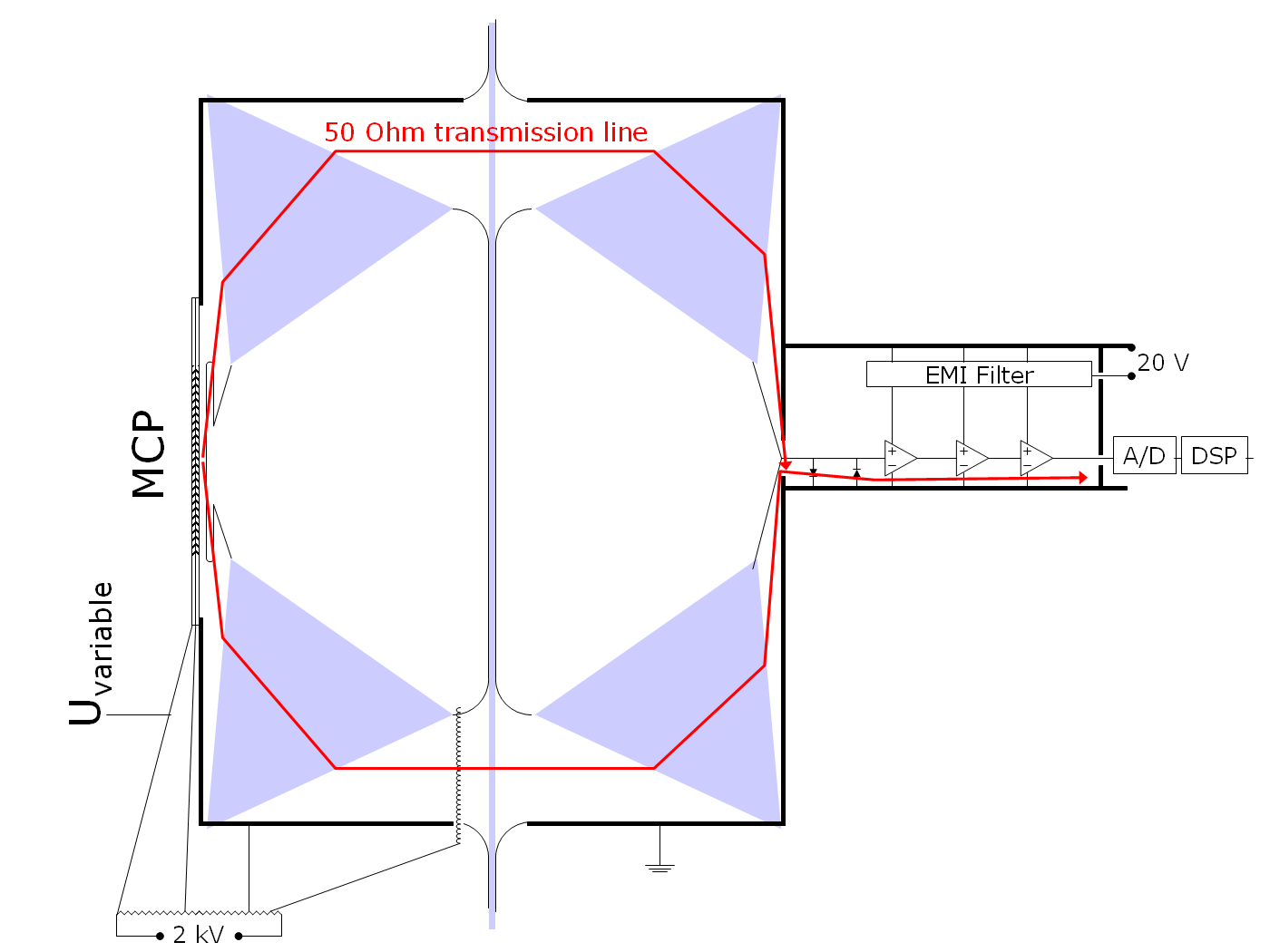
الکترونیک صفحه میکرو سریع با خازن UHV ولتاژ بالا (خط خاکستری از پایین به بالا)

بهره بردن از یک صفحه میکروکانالی، به خصوص برای ذرات منفرد، بسیار پر سر و صدا است. با دو صفحه میکروکانالی ضخیم (> ۱ میلی‌متر) و کانال‌های کوچک (< ۱۰ میکرومتر)، اشباع اتفاق می‌افتد. به ویژه در انتهای کانال‌ها پس از چندین ضرب الکترون اشباع اتفاق می‌افتد. آخرین مراحل زنجیره تقویت کننده نیمه هادی زیر نیز به سمت حالت اشباع می‌رود. یک پالس با طول متفاوت، اما ارتفاع پایدار و یک لبه جلوییبا لرزش کم به مبدل زمان به صورت دیجیتال ارسال می‌شود. لرزش را می‌توان با استفاده از یک تفکیک کننده کسر ثابت تا حد بیشتر کاهش داد. این بدان معناست که صفحه میکروکانال و پیش تقویت‌کننده در ناحیه خطی استفاده می‌شوند (بار فضایی ناچیز است) و شکل پالس به دلیل پاسخ ضربه‌ای، با ارتفاع متغیر اما شکل ثابت، از یک ذره فرض می‌شود.
از آنجا که صفحات میکروکانالی دارای یک شارژ ثابت هستند که می‌توانند در طول عمر خود آن را تقویت کنند، به خصوص MCP دوم، همیشگی دارد. مهم است که از MCPهای نازک، ولتاژ پایین و به جای ولتاژ بیشتر، تقویت کننده‌های نیمه هادی حساس‌تر و سریع‌تر بعد از آند استفاده شود.(نگاه کنید به: انتشار ثانویه#لوله‌های تقویت کننده ویژه،).
با تعداد شمارش بالا یا آشکارسازهای آهسته (MCP با صفحه نمایش فسفر یا فتو ضربی‌های گسسته)، پالس‌ها با یکدیگر هم همپوشانی دارند. در این حالت از یک تقویت کننده امپدانس بالا (آهسته اما کم نویزتر) و ADC استفاده می‌شود. از آنجایی که سیگنال خروجی از صفحات میکروکانال به صورت کلی کوچک است، وجود نویز حرارتی، اندازه‌گیری ساختار زمانی سیگنال MCP را محدود می‌کند. ولی با طرح‌های تقویت سریع، می‌توان اطلاعات ارزشمندی در مورد دامنه سیگنال حتی در سطوح سیگنال بسیار پایین، ولی نه در مورد ساختار زمانی سیگنال‌های باند پهن داشت.

### آشکارساز تأخیر خطی
در آشکارساز تأخیر خطی، الکترون‌ها بین پشت آخرین MCP و یک شبکه تا مقدار ۵۰۰ eV شتاب می‌گیرند. آن‌ها سپس به مقدار ۵ میلی‌متر در هوا می‌مانند و در یک منطقه ۲ میلی‌متری پراکنده می‌شوند. یک شبکه آن‌ها را دنبال می‌کند. هر عنصر دارای قطر ۱ میلی‌متر است و از یک عدسی الکترواستاتیک تشکیل شده است که الکترون‌های ورودی را از طریق یک سوراخ ۳۰ میکرومتر از یک ورق آلومینیومی متصل شده به زمین متمرکز می‌کند. در پشت آن، استوانه‌ای به همان اندازه دنبال می‌شود. ابر الکترونی هنگام ورود به سیلندر یک پالس منفی ۳۰۰ پیکوثانیه و هنگام خروج یک پالس مثبت القا می‌کند. پس از آن یک ورق دیگر، یک استوانه دوم و آخرین ورق دنبال می‌شود. به‌طور مؤثر سیلندرها به هادی مرکزی یک خط نواری ذوب می‌شوند. ورق‌ها مکالمه متقاطع بین لایه‌ها و خطوط مجاور در همان لایه را به حداقل می‌رسانند، که منجر به پراکندگی سیگنال و زنگ می‌شود. این خطوط نواری در سراسر آند پیچ می‌خورند تا همه سیلندرها را به هم متصل کنند، به هر سیلندر امپدانس ۵۰ Ω را ارائه دهند و تأخیری وابسته به موقعیت ایجاد کنند. از آنجایی که چرخش‌ها خط نواری بر کیفیت سیگنال تأثیر منفی می‌گذارند، تعداد آن‌ها محدود است و برای وضوح بالاتر به چندین خط مستقل نیاز است. در هر دو انتها پیچ و خم‌ها به الکترونیک آشکارساز متصل می‌شوند. این الکترونیک‌ها تاخیرهای اندازه‌گیری شده را به X- (لایه اول) و Y- مختصات (لایه دوم) تبدیل می‌کند. گاهی از یک شبکه شش ضلعی و ۳ مختصات استفاده می‌شود. این افزونگی با کاهش حداکثر مسافت طی شده و در نتیجه حداکثر تأخیر، فضا-زمان مرده را کاهش می‌دهد و امکان اندازه‌گیری سریعتر را فراهم می‌کند. آشکارساز صفحه میکروکانال نباید بیش از ۶۰ درجه سانتیگراد عمل کند، در غیر این صورت به سرعت تجزیه می‌شود، انجام آن بدون ولتاژ تأثیری ندارد.نیازمند منبع] </link>[ نیازمند منبع ]

## نمونه‌هایی از استفاده دستگاه
- کاربرد انبوه صفحات میکروکانال در لوله‌های تقویت کننده تصویر دوربین دید در شب است که نور مرئی و نامرئی را تقویت می‌کند تا محیط تاریک را برای چشم انسان قابل مشاهده کند.
- یک CRT نمایشگر بدون درنگ ۱ گیگا هرتز برای یک اسیلوسکوپ آنالوگ (Tektronix 7104) از یک صفحه میکروکانال قرار داده شده در پشت صفحه فسفر برای تشدید تصویر استفاده کرد. بدون صفحه، به دلیل طراحی الکترونی-نوری، تصویر بسیار کم نور خواهد بود.
- آشکارسازهای MCP اغلب در ابزار دقیق برای تحقیقات فیزیکی استفاده می‌شوند و می‌توان آن‌ها را در دستگاه‌هایی مانند طیف‌سنج‌های الکترونی و جرمی یافت.

## موارد مشابه
- دستگاه دید در شب
- تقویت کننده تصویر
- آشکارساز ذرات
- ردیاب نور